# Carla Kihlstedt
Carla Kihlstedt (née en 1971) est une compositrice, chanteuse et musicienne multi-instrumentaliste américaine.

## Biographie
La famille Kihlstedt est originaire de Lancaster, en Pennsylvanie. Elle est la sœur cadette de l'actrice Rya Kihlstedt.
Kihlstedt commence à jouer du violon dès son plus jeune âge et étudie à l'Institut Peabody, au Conservatoire de musique de San Francisco et au Oberlin Conservatory of Music. À Oberlin, elle développe un intérêt pour l'improvisation et la musique contemporaine. Elle est une compositrice classique reconnue, elle se produit avec l'International Contemporary Ensemble (ICE), travaille occasionnellement sur des projets avec Tom Waits, John Zorn et Fred Frith et enregistre de nombreux albums en tant qu'invité ou musicienne de session. Kihlstedt enseigne au conservatoire de musique de la Nouvelle-Angleterre.
Kihlstedt écrit de la musique pour des ensembles de théâtre et de ballet, mais aussi pour le Rova Saxophone Quartet (Pandæmonium).
Elle est membre fondatrice des groupes Tin Hat (en 1997), Sleepytime Gorilla Museum, The Book of Knots, Causing a Tiger et Rabbit Rabbit. D'autres projets musicaux sont 2 Foot Yard, Charming Hostess et Minamo (Carla Kihlstedt & Satoko Fujii). En février 2012, elle fonde Rabbit Rabbit avec son mari (et ancien batteur du Sleepytime Gorilla Museum) Matthias Bossi. Rabbit Rabbit sort son premier album, Rabbit Rabbit Radio: Vol. 1 en 2013. En plus de leurs instruments principaux, le violon et la batterie, ils chantent et jouent eux-mêmes de tous les autres instruments.

## Discographie

### Collaborations et groupes
Phil Gelb, Carla Kihlstedt, John Shiurba, Matthew Sperry
- 1998:99 : Smoking Balance: The Complete Recordings (Limited Sedition, 2011)

Charming Hostess
- 1999 : Eat (Vaccination)
- 2004 : Punch (RēR)
- 2004 : Sarajevo Blues (Tzadik)

Tin Hat
- 1999 : Memory Is an Elephant (Angel)
- 2000 : Helium (Angel)
- 2002 : The Rodeo Eroded (Ropeadope/Rykodisc)
- 2004 : Book of Silk (Ropeadope/Rykodisc)
- 2007 : The Sad Machinery of Spring (Hannibal)
- 2007 : La giusta distanza (OST, Radiofandango)
- 2010 : Foreign Legion (BAG)
- 2012 : The Rain Is a Handsome Animal (New Amsterdam)

Sleepytime Gorilla Museum
- 2001 : Grand Opening and Closing (Seeland/Belle Antique/Chaosophy)
- 2003 : Live (Sickroom)
- 2004 : Of Natural History (Web of Mimicry)
- 2005 : The Face with Shinichi "Momo" Koga (DVD)
- 2007 : In Glorious Times (The End)

2 Foot Yard
- 2003 : 2 Foot Yard (Tzadik)
- 2008 : Borrowed Arms (Yard Work/CD Baby)

Lesli Dalaba, Fred Frith, Eric Glick Rieman & Carla Kihlstedt
- 2003 : Dalaba Frith Glick Rieman Kihlstedt (Accretions)

The Book of Knots
- 2004 : The Book of Knots (Arclight)
- 2007 : Traineater (ANTI-)
- 2011 : Garden of Fainting Stars (Ipecac)

Carla Kihlstedt & Shahzad Ismaily
- 2004 : Flying Low (Holy Night in the Outhouse)

Carla Kihlstedt, Fred Frith & Stevie Wishart
- 2006 : The Compass, Log and Lead (Intakt)

Carla Kihlstedt & Satoko Fujii
- 2007 : Minamo (Henceforth)
- 2009 : Kuroi Kawa ~ Black River (Tzadik)

Cosa Brava
- 2010 : Ragged Atlas (Intakt)
- 2012 : The Letter (Intakt)

Causing a Tiger
- 2010 : Causing a Tiger (Les Disques Victo)
- 2011 : How We Held Our Post (Twelve Cups)

Carla Kihlstedt & Matthias Bossi
- 2008 : Ravish (And Other Tales for the Stage) with Dan Rathbun (Twelve Cups)
- 2011 : Still You Lay Dreaming: Tales for the Stage, II (autoproduction)
- 2012 : Niagara Falling: Tales for the Stage, III (autoproduction)

Rabbit Rabbit
- 2013 : Rabbit Rabbit Radio : Vol. 1 (autoproduction)
- 2014 : Rabbit Rabbit Radio : Vol. 2: Swallow Me Whole (autoproduction)
- 2015 : Rabbit Rabbit Radio : Vol. 3: Year of the Wooden Horse (autoproduction)
- 2018 : Black Inscription (autoproduction)

## Source de la traduction
- (en) Cet article est partiellement ou en totalité issu de l’article de Wikipédia en anglais intitulé « Carla Kihlstedt » (voir la liste des auteurs).